# Eugenia gongylocarpa
Eugenia gongylocarpa là một loài thực vật có hoa trong Họ Đào kim nương. Loài này được M.L.Kawas. & B.K.Holst mô tả khoa học đầu tiên năm 1994.